# Ronald Vargas
Pour les articles homonymes, voir Vargas.
Ronald Alejandro Vargas Aranguren, né le 2 décembre 1986 à Guatire, est un footballeur vénézuélien qui joue au poste de milieu de terrain.

## Carrière
Vargas arrive au Caracas FC en 2002 chez les moins de 17 ans puis les moins de 20 ans avec qui il remporte un titre en 2004. En 2005, lors d'un tournoi avec l'équipe nationale du Venezuela -20 en Colombie, il est accusé de dopage à la nandrolone. Sa suspension sera néanmoins levée par la fédération vénézuélienne en novembre 2005 à la suite de son appel. 
Il remporte ensuite le championnat en 2006 et 2007 avec l'équipe professionnelle. En mai 2008, il échoue en finale du championnat 2007-2008 avec le Caracas FC et il signe un contrat de quatre ans au FC Bruges où il finira blessé au genou en février 2011. 
En juin 2011, il signe finalement au RSC Anderlecht après une période houleuse avec ses anciens dirigeants pour un transfert évalué à 2,5 M€. Cette première saison, dans son nouveau club, ne sera pas mémorable, puisqu'a peine être revenu de sa grave blessure, il se reblesse à un genou (au tendon rotulien) fin octobre 2011, lors d'un match de coupe de Belgique. Cette blessure signifie déjà la fin de sa saison 2011-2012. La saison suivante débuta par une fracture du bras, qui l'obligea à nouveau à rater toute la préparation estivale. Cela fut d'ailleurs à l'image de saison ou il alterna les blessures et un retour de l'équipe. Il ne disputa que 11 rencontres de championnat.
Ronald Vargas dispute son premier match sous le maillot de l'Équipe nationale du Venezuela le 3 février 2008 lors d'un match amical contre Haïti. Il marque son premier but le 6 juin 2008 lors d'un match amical contre le Brésil.
Le 3 juillet 2015, Vargas est transféré à l'AEK Athènes. Il ne reste que deux saisons en Grèce pour finalement retourner en Belgique et rejoindre le champion de la Proximus League : le Royal Antwerp FC.

## Palmarès
- Caracas FC
  - Champion du Venezuela en 2006 et 2007.

- RSC Anderlecht
  - Champion de Belgique en 2012, 2013 et 2014.
- AEK Athènes
  - Finaliste de la Coupe de Grèce en 2017.
  - Vainqueur de la Coupe de Grèce en 2016.

## Statistiques
| Saison  | Club                           | Pays      | Championnat        | Matchs | Buts |
| ------- | ------------------------------ | --------- | ------------------ | ------ | ---- |
| 2006/07 | Caracas FC                     | Venezuela | Division 1         | 3      | 0    |
| 2007/08 | Caracas FC                     | Venezuela | Division 1         | 29     | 8    |
| 2008/09 | FC Bruges                      | Belgique  | Division 1         | 22     | 3    |
| 2009/10 | FC Bruges                      | Belgique  | Division 1         | 26     | 4    |
| 2010/11 | FC Bruges                      | Belgique  | Division 1         | 21     | 15   |
| 2011/12 | Royal Sporting Club Anderlecht | Belgique  | Division 1         | 4      | 0    |
| 2012/13 | Royal Sporting Club Anderlecht | Belgique  | Division 1         | 11     | 2    |
| 2013/14 | Royal Sporting Club Anderlecht | Belgique  | Division 1         | 10     | 2    |
| 2014/15 | Balikesirspor                  | Turquie   | Süper Lig          | 26     | 6    |
| 2015/16 | AEK Athènes                    | Grèce     | Superleague Elláda | 45     | 3    |
| 2017/18 | Newcastle Jets                 | Australie | Division 1         | 33     | 7    |
| 2019/   | KV Ostende                     | Belgique  | Division 1         |        |      |